# 市立輪島病院
市立輪島病院（しりつわじまびょういん、Wajima Municipal Hospital）は、石川県輪島市山岸町に所在する公立病院。

## 診療科
診療科 : 13科
- 内科
- 小児科
- 外科
- 整形外科
- 脳神経外科
- 皮膚科
- 泌尿器科
- 産婦人科
- 眼科
- 耳鼻咽喉科
- 精神科
- 放射線科
- リハビリテーション科

## 沿革
- 1945年（昭和20年）2月6日 - 日本医療団輪島病院が開設[1]。
- 1949年（昭和24年）4月 - 輪島郷病院組合に経営を移管し、輪島郷総合病院が開設[1]。
- 1954年（昭和29年）
  - 3月 - 輪島町及び周辺6村の合併に伴い、輪島市が発足。経営を輪島市に継承[1]。
  - 7月 - 輪島病院に改称[1]。
- 1959年（昭和34年）10月 - 輪島市国民健康保険輪島病院に改称[1]。
- 1982年（昭和57年）4月 - へき地での総合診療を開始[1]。
- 1995年（平成7年）4月 - 市立輪島病院と改称[1]。
- 1997年（平成9年）3月24日 - 同年1月に竣工した新病院に移転[1]。
- 2013年（平成25年）4月 - 院内保育及び病後児保育の運用を開始[1]。
- 2024年（令和6年）
  - 1月1日 - 能登半島地震発生に伴い、入院患者全員がDMATにより輪島市外へ移動した。また、外来患者の受け入れが中断となった[6]。
  - 1月22日 - 常勤医師のみが診察する内科、外科、小児科などの6診療科が外来診療を再開[6]。

## 機関指定
| 保険医療機関                             | 救急告示病院                         |
| 災害拠点病院                             | へき地医療拠点病院                   |
| 臨床修練指定病院                         | 日本医療機能評価機構認定病院         |
| DPC対象病院                              | 労災保険指定医療機関                 |
| 指定自立支援医療機関                     | 身体障害者福祉法指定医配置医療機関   |
| 精神保健指定医配置医療機関               | 母体保護法指定医配置医療機関         |
| 生活保護法指定医療機関                   | 生活保護法指定介護機関               |
| 原子爆弾被害者一般疾病医療取扱医療機関   | 石川県初期被ばく医療機関             |
| 第二種感染症指定医療機関                 | 結核予防法指定医療機関               |
| 難病協力医療機関                         | 難病指定医療機関                     |
| 指定小児慢性特定疾病医療機関             | 特定疾患治療研究事業委託医療機関     |
| 小児慢性特定疾患治療研究事業委託医療機関 | 石川県肝疾患専門医療機関             |
| 開放型病院                               | 赤ちゃんにやさしい病院               |
| 臓器提供協力病院                         | 船員の健康証明をする病院             |
| 乳がん精密医療機関                       | 肺がん検診喀痰細胞診要精検者精査機関 |
| DMAT指定医療機関                         |                                      |

2019年（平成31年）3月31日現在

## 学会認定
| 日本内科学会認定医教育関連施設                            | 日本外科学会外科専門医制度修練施設  |
| 日本消化管学会胃腸科指導施設                              | 日本整形外科学会専門医研修施設      |
| 日本泌尿器科学会専門医教育施設                            | 日本静脈経腸栄養学会NST稼働認定施設 |
| 日本静脈経腸栄養学会NST専門療法士認定実地修練認定教育施設 | 日本呼吸器学会特定地域関連施設      |
| 日本産婦人科学会専門研修連携施設                          |                                     |

2019年（平成31年）3月31日現在

## 組織

### 組織図
- 開設者（輪島市長）
  - 病院長
    - 副病院長
    - 診療部 - 診療科
    - 看護部
    - 薬剤部
    - 放射線部
    - 検査部
    - 透析部
    - 栄養管理部
    - リハビリテーション部
    - 手術室
    - 内視鏡室
    - 栄養サポート室
    - 外来化学療法室
    - 感染管理室
    - 医療安全管理室
    - 地域医療連携室
    - 健診室 - 医事係
    - 事務部 - 庶務係、経理係、医事係、用度係、施設管理係

  - 西保診療所
  - 舳倉診療所
  - 南志見診療所
  - 七浦診療所

2018年（平成30年）4月1日現在

### 職員数
| 職種           | 正職員 | 臨時職員 | パート職員 | 合計  |
| -------------- | ------ | -------- | ---------- | ----- |
| 医師           | 20人   |          | 27人       | 47人  |
| 看護師         | 113人  | 6人      | 10人       | 129人 |
| 准看護師       | 1人    | 1人      | 3人        | 5人   |
| 薬剤師         | 5人    |          |            | 5人   |
| 助産師         | 5人    |          |            | 5人   |
| 保健師         | 1人    |          |            | 1人   |
| 看護助手       |        | 30人     |            | 30人  |
| 診療放射線技師 | 6人    |          | 1人        | 7人   |
| 臨床検査技師   | 8人    |          | 1人        | 9人   |
| 臨床工学技士   | 1人    | 1人      |            | 2人   |
| 理学療法士     | 10人   |          |            | 10人  |
| 作業療法士     | 5人    |          |            | 5人   |
| 言語聴覚士     | 2人    |          |            | 2人   |
| 物療士         |        | 1人      |            | 1人   |
| 管理栄養士     | 5人    | 1人      |            | 6人   |
| 歯科衛生士     | 1人    | 1人      |            | 2人   |
| 社会福祉士     | 1人    |          |            | 1人   |
| 診療情報管理士 | 2人    |          |            | 2人   |
| 調理員         |        | 19人     |            | 19人  |
| 用務員         |        | 1人      |            | 1人   |
| 事務職員等     | 13人   | 14人     |            | 27人  |
| 合計           | 199人  | 75人     | 42人       | 316人 |

2019年（平成31年）3月31日現在

## 診療所

### 西保診療所
市立輪島病院西保診療所（しりつわじまびょういん にしほしんりょうじょ）は、石川県輪島市大沢町に所在する市立輪島病院附属の診療所。

#### 診療科
- 内科[3][7]
- 外科[3]
- 整形外科[3]

#### 診療日・診療時間
- 毎月第1水曜日・午後2時から午後4時（受付は午後1時から午後2時）[8]

### 舳倉診療所
市立輪島病院舳倉診療所（しりつわじまびょういん へぐらしんりょうじょ）は、石川県輪島市舳倉島に所在する市立輪島病院附属の診療所。

#### 診療科
- 内科[9]

#### 診療日・診療時間
- 月曜日から金曜日・午前9時から午後5時（受付は午前8時半から午後4時）[8]

### 南志見診療所
市立輪島病院南志見診療所（しりつわじまびょういん なじみしんりょうじょ）は、石川県輪島市小田屋町に所在する市立輪島病院附属の診療所。

#### 診療科
- 内科[3][10]
- 外科[3][10]
- 整形外科[3][10]

#### 診療日・診療時間
- 毎月第2水曜日、第4水曜日、第5水曜日・午後2時から午後4時（受付は午後1時から午後3時）[8]

### 七浦診療所
市立輪島病院七浦診療所（しりつわじまびょういん しつらしんりょうじょ）は、石川県輪島市門前町に所在する市立輪島病院附属の診療所。

#### 診療科
- 内科[3]

#### 診療日・診療時間
- 毎月第3水曜日・午後2時から午後4時（受付は午後1時半から午後2時半）[8]